# Pachyballus castaneus
Espèce
Pachyballus castaneus est une espèce d'araignées aranéomorphes de la famille des Salticidae.

## Distribution
Cette espèce se rencontre en Afrique du Sud au KwaZulu-Natal et au Mpumalanga et au Zimbabwe,.
Sa présence est incertaine au Mozambique.

## Description
La femelle holotype mesure 2,5 mm.
La carapace des mâles mesure de 0,9 à 1,3 mm de long sur de 1,3 à 1,9 mm et l'abdomen de 1,7 à 2,2 mm de long sur de 1,8 à 2,6 mm et la carapace des femelles de 0,9 à 1,4 mm de long sur de 1,2 à 1,4 mm et l'abdomen de 1,7 à 2,0 mm de long sur de 1,8 à 2,1 mm.

## Systématique et taxinomie
Cette espèce a été décrite par Simon en 1900.

## Publication originale
- Simon, 1900 : « Descriptions d'arachnides nouveaux de la famille des Attidae. » Annales de la Société Entomologique de Belgique, vol. 44, p. 381-407 (texte intégral).